# 弗拉基米尔·萨哈罗夫
弗拉基米尔·瓦西里耶维奇·萨哈罗夫（1860年—1904年5月27日），俄罗斯人，俄国建港专家，曾任俄国东省铁路公司建筑技师，大连市建制史上的首任市长。

## 生平

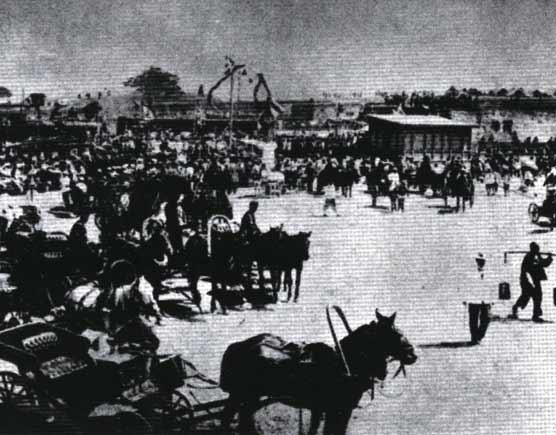
1902年7月26日萨哈罗夫第二次到达里尼车站时的情景

萨哈罗夫早年毕业于俄国圣彼得堡库莱夫斯基工科大学，后来曾经负责建造符拉迪沃斯托克商港。
1898年6月10日，沙皇尼古拉二世发布在今大连建港的命令。总工程师萨哈罗夫被谢尔盖·维特指定负责建港。1898年6月11日，俄国东省铁路公司奉沙皇尼古拉二世之旨，用东省铁路管理局的名义发布了在达里尼建港的命令。1899年春，萨哈罗夫在海参崴草拟出了达里尼港建设计划。1899年春，萨哈罗夫来到达里尼，此后他向美国、英国、日本以及香港、上海的企业订购了许多机械设备，并修改了海陆工程方案，最终确定商港以俄国敖德萨港为模范，城市以敖德萨和法国巴黎为模范进行建设。沙皇尼古拉二世于1899年7月31日发布建设达里尼自由港的敕令后，萨哈罗夫任俄国设在达里尼的达里尼港建设事务所所长、总工程师。1899年8月11日，沙皇尼古拉二世发布敕令，宣布准备在大连湾附近兴建的商港为自由港，并且在该商港旁边还要再建一座城市。1899年9月28日，俄国政府通过了萨哈罗夫和盖尔贝茨共同制定的达里尼港口和城市规划方案。

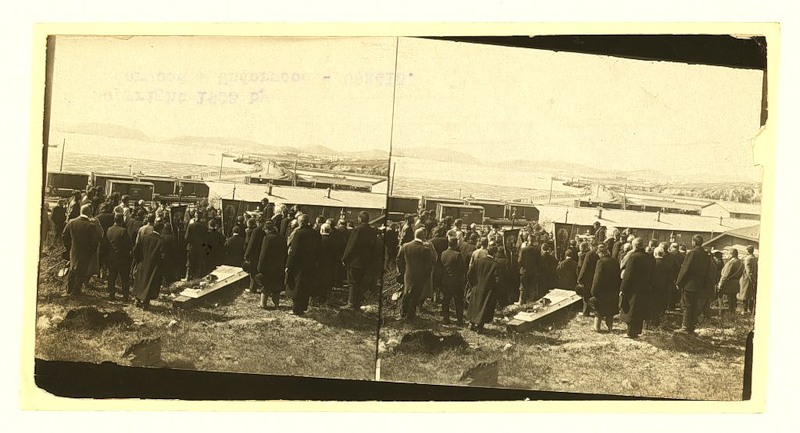
工程师萨哈罗夫的葬礼，亚瑟港（即旅顺）

在萨哈罗夫的设计中，达里尼市由三个街区即欧罗巴市街、中国市街、行政市街组成。欧罗巴市街北隔铁路沿线和行政市街相对，这两个街区同西面的中国市街之间有横断公园（即今大连市劳动公园）相隔。这样就将俄国人聚居的欧罗巴市街、行政市街同中国人聚居的中国市街隔开。这种种族隔离式规划同阿列克谢耶夫的旅顺市街规划类似。达里尼市区中心是欧罗巴市街。萨哈罗夫的设计受到俄国当局青睐。1902年5月17日，沙皇尼古拉二世发布敕令，宣布达里尼市实行特别市制，萨哈罗夫被任命为该市市长。他也是大连历史上的首任市长。
1904年日俄战争爆发后，萨哈罗夫组织行政官员成立义勇队。在金州南山战役中，俄军丧失阵地，大连门户顿开。5月26日夜，萨哈罗夫突接俄国旅顺要塞司令部急电，令其在5月27日天亮前，将达里尼市俄国居民撤至旅顺。接受命令后，萨哈罗夫等指示将达里尼港内作业船舶全部炸沉，机械设备全部炸毁，各类军用物资全部运走，烧毁达里尼市政厅，然后随军撤至旅顺。
不久，他在旅顺逝世。

## 图集

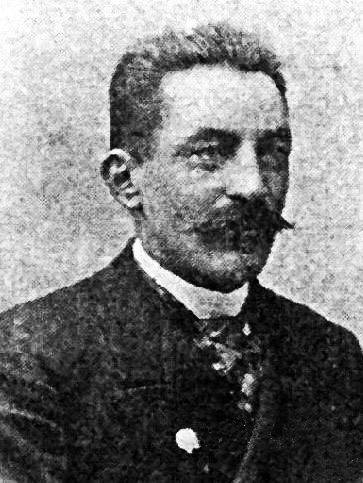
萨哈罗夫
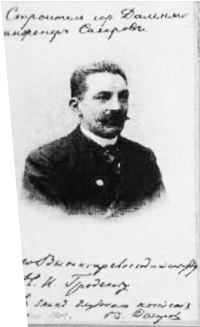
萨哈罗夫
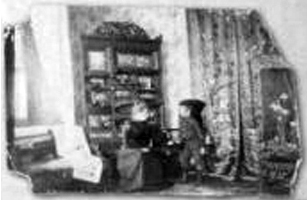
萨哈罗夫的妻子和儿子
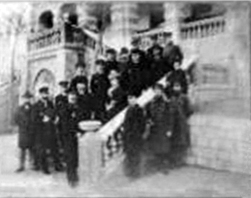
萨哈罗夫与达里尼市的规划师合影

## 延伸阅读
- 董伟，大连城市规划史研究，大连理工大学2001年硕士论文 （页面存档备份，存于）
- (苏) 斯杰泮诺夫，旅顺口：历史小说，苍木译，莫斯科：外国文书籍出版局，1947年
  - (苏) 斯杰泮诺夫，旅顺口，陈昌浩译，北京：作家出版社，1954年
- (苏) 阿·斯捷潘诺夫，旅顺口 : 历史小说，赵毅芳, 李世骏, 曹峨 译，大连：大连出版社，2000年
- 清岡卓行，大連小景集，講談社，1983年（「初冬の大連」、「中山広場」、「サハロフ幻想」、「大連の海辺で」）